# Élise Bussaglia
Élise Bussaglia (* 24. September 1985 in Sedan) ist eine ehemalige französische Fußballspielerin und heutige Trainerin.

## Im Verein
Élise Bussaglia begann ihre Karriere im Verein bereits kurz vor ihrem siebten Geburtstag; bis 2000 spielte sie für zwei Klubs aus der Nachbarschaft von Sedan. Dann schloss sie sich Olympique Saint-Memmie an, für den sie als 15-Jährige in der ersten französischen Liga debütierte, unter anderem gemeinsam mit ihrer späteren Nationalmannschaftskollegin Gaëtane Thiney. Zwischen 2004 und 2007 spielte sie für den Juvisy FCF, mit dem sie 2005 den französischen Pokal und ein Jahr später die Meisterschaft gewann. Nach ihrer Zeit bei Juvisy wechselte sie für zwei Jahre zum HSC Montpellier. Als Montpellier im Juni 2009 Pokalsieger wurde, fehlte Bussaglia allerdings in der Endspielelf. Anschließend trug Bussaglia für drei Jahre das Trikot des Paris Saint-Germain FC, mit dem sie 2010 erneut den Landespokal gewann. 2011 wählten die französischen Erstligaspielerinnen die fleißige, zuverlässige Mittelfeldakteurin, zu deren Stärken laut Rekordnationaltorjägerin Marinette Pichon der entscheidende Pass in die Spitze zählt, zur Spielerin des Jahres. Sechs Monate zuvor hatte der Landesverband FFF sie bereits als beste Spielerin der Saison 2010/11 ausgezeichnet.
Von 2010 bis 2012 arbeitete sie hauptberuflich als Lehrerin an einer Vorschule (école maternelle) nahe Paris.
2012 verpflichtete sie Olympique Lyon, mit dem sie am Ende ihrer ersten Saison ebenso wie in den beiden Jahren darauf französische Meisterin und Pokalsiegerin wurde. Im April 2015 teilte der VfL Wolfsburg mit, dass Bussaglia gemeinsam mit ihrer Teamkollegin Lara Dickenmann ab dem 1. Juli dessen Frauenmannschaft verstärken werde. Mit den Wolfsburgerinnen gewann sie 2016 den deutschen Pokal und im Jahr darauf die deutsche Meisterschaft. Außerdem bestritt sie 2016 auch das Champions-League-Finale, in dem der VfL allerdings gegen Lyon unterlag. Die Mittelfeldspielerin verkündete im April 2017 ihren Weggang aus Deutschland und unterzeichnete nach dem Gewinn des Doubles mit den „Wölfinnen“ im Juni 2017 beim FC Barcelona. Zum Jahreswechsel 2018/2019 löste sie ihren Vertrag mit den Katalanen vorzeitig auf, nachdem ihr dort mit Kheira Hamraoui eine ernst zu nehmende Konkurrentin um einen Stammplatz erwachsen war, und schloss sich dem Dijon FCO an, wo sie im Hinblick auf die WM 2019 wieder auf regelmäßige Einsätze hoffte.
Élise Bussaglia erfüllte ihren bis 2020 laufenden Vertrag bei Dijon und beendete anschließend ihre Karriere als fast 35-Jährige, um wieder als Lehrerin zu arbeiten.

## Als Nationalspielerin
Mit der französischen U-19-Auswahl nahm sie 2003 und 2004 an der Europameisterschaft teil und gehörte 2003 zur Siegermannschaft. Am 15. November 2003 spielte Bussaglia bei einem 7:1-Sieg über Polen zum ersten Mal in der A-Nationalmannschaft. 2005 nahm sie an der Europameisterschaft in England teil. Sie gehörte auch zum französischen Aufgebot für die Weltmeisterschaft 2011 in Deutschland, wurde dort in sämtlichen sechs Spielen eingesetzt und beendete das Turnier mit den Bleues auf Rang vier. Im Viertelfinale gegen England erzielte sie den 1:1-Ausgleich, der die Verlängerung ermöglichte. Dieser Treffer wurde für die Wahl zum Tor des Turniers nominiert. Für das französische Olympiaaufgebot 2012 bestritt sie bei diesem Turnier alle sechs Begegnungen Frankreichs. Ebenso berief Trainer Bruno Bini sie in das EM-Aufgebot 2013 und setzte sie in allen vier dortigen Begegnungen ein.
Binis Nachfolger Philippe Bergeroo setzt gleichfalls weiterhin auf Bussaglias Stärken. Sie gehörte auch zum französischen Kader für die Weltmeisterschaft 2015, zum Aufgebot beim olympischen Fußballturnier 2016 sowie 2017 zum Europameisterschaftskader. Auch die anschließend neu eingesetzte Trainerin Corinne Diacre hat auf ihre Dienste noch nicht verzichten wollen und berief sie in den französischen 23er-Kader zur WM 2019 im eigenen Land. Nach diesem Turnier, bei dem die Bleues wiederum nicht über das Viertelfinale herauskamen, erklärte die Mittelfeldakteurin ihren Rücktritt aus der Nationalelf.
In insgesamt 192 Länderspielen – Anfang Juli 2012 fand Élise Bussaglia bei einem Freundschaftsspiel gegen Rumänien Aufnahme in den internationalen „100er-Klub“ – erzielte sie 30 Tore, häufig mit Frei- oder Strafstößen.

## Als Trainerin
Am 17. Juli 2024 übernahm Bussaglia den Trainerposten des damaligen französischen Siebtligisten CS Sedan und stieg mit dem Verein auf Anhieb in die Regional 1 auf.

## Palmarès
- Französische Meisterin: 2006, 2013, 2014, 2015
- Französischer Pokalgewinn: 2005, 2009 (ohne Endspieleinsatz), 2010, 2013, 2014, 2015
- DFB-Pokal-Siegerin: 2016, 2017 (ohne Endspieleinsatz)
- Deutsche Meisterin: 2017
- Spanische Pokalsiegerin: 2018
- Weltmeisterschaftsteilnehmerin: 2011, 2015, 2019
- Europameisterschafts-Teilnahme: 2005, 2013, 2017
- Olympiateilnehmerin: 2012, 2016

## Nachweise und Anmerkungen
1. ↑  France Football vom 28. Juni 2011, S. 34.
2. ↑  France Football vom 28. Juni 2011, S. 32.
3. ↑  Doppelverpflichtung auf vfl-wolfsburg.de, 7. April 2015, abgerufen am 7. April 2015.
4. ↑  Simic und Bussaglia verlassen die Wölfinnen
5. ↑  Elise Bussaglia, el primer fichaje del Barça Femenino 2017/18
6. ↑  Artikel Élise Bussaglia offiziell Dijonerin bei footofeminin.fr und auf der Seite des FC Barcelona,  beide vom 23. Dezember 2018.
7. ↑  Artikel „FCO Dijon – Stand in der Sommerpause“ vom 22. Juni 2020 bei footofeminin.fr
8. ↑  FIFA.com: Tor des Turniers (Memento des Originals vom 24. Oktober 2014 im Internet Archive)  Info: Der Archivlink wurde automatisch eingesetzt und noch nicht geprüft. Bitte prüfe Original- und Archivlink gemäß Anleitung und entferne dann diesen Hinweis.
9. ↑  Artikel „La Sedanaise Élise Bussaglia est la nouvelle coach du CS Sedan Ardennes“ vom 16. Juli 2024 bei lardennais.fr

| Personendaten    | Personendaten                 |
| ---------------- | ----------------------------- |
| NAME             | Bussaglia, Élise              |
| KURZBESCHREIBUNG | französische Fußballspielerin |
| GEBURTSDATUM     | 24. September 1985            |
| GEBURTSORT       | Sedan                         |